# ديفيد كلارك دوبسون
ديفيد كلارك دوبسون (بالإنجليزية: David Dobson)‏ هو رياضياتي أمريكي، ولد في 17 نوفمبر 1962 في مدينة سولت ليك في الولايات المتحدة.

## وصلات خارجية
- الموقع الرسمي